# Valsartan
El valsartan (segons la Denominació Comuna Internacional) o valsartà és un medicament antihipertensiu de la classe dels antagonistes dels receptors d'angiotensina II (ARA II). Actua a nivell dels receptors AT1, bloquejant l'acció de l'angiotensina II i provocant la dilatació de les arteries. Este fet ocasiona una caiguda de la tensió arterial sistèmica. El valsartan s'empra principalment per al tractament de la hipertensió arterial lleu o moderada de diverses etiologies; encara que també se'n fa ús en les malalties congestives (per exemple, en la insuficiència cardíaca) i com a tractament després d'un infart agut de miocardi (IAM). Als Estats Units fou autoritzat per l'Administració d'Aliments i Fàrmacs (FDA, de l'anglès Food and Drug Administration) al decembre de 1996.
A Espanya està comercialitzat com EFG, Diovan, Kalpress, Presar i Vals.